# Debrecen
Debrecen (Duits: Debrezin) is met 200.974 inwoners (2021) de tweede stad van Hongarije. Het is gelegen in het oosten van het land, in de Hongaarse laagvlakte (Alföld). Het is de hoofdstad van het comitaat Hajdú-Bihar. Sinds 1954 heeft de stad de status van "stad met comitaatsrecht" (megyei jogú város).
Debrecen kreeg in 1361 stadsrechten. In 1849, tijdens de Hongaarse onafhankelijkheidsstrijd tegen de Oostenrijkse Habsburgse keizer, was de stad tijdelijk hoofdstad van Hongarije.
In Debrecen zijn de Universiteit van Debrecen (Debreceni Egyetem, DE) en de Gereformeerde Theologische Universiteit (DRHE) gevestigd. De stad geldt als het geestelijke centrum van de Hongaarse Gereformeerde Kerk. Een tekst op een plaquette in het stadscentrum herinnert aan de bevrijding door admiraal Michiel de Ruyter in 1676 van zesentwintig Hongaarse predikanten, die door de Oostenrijkse keizer tot dwangarbeid op de galeien waren veroordeeld. Debrecen was in de 17e eeuw het centrum van de Hongaarse reformatie. In de kleine raadszaal van het Gereformeerde Collegium in de stad bevindt zich ook een schilderij van de 19e-eeuwse Hongaarse kunstenaar Nemes Tamás Miklos, waarop de bevrijding van de predikanten is afgebeeld.
De stad beschikt over een tweetal geneeskrachtige baden. De protestantse kerk van Debrecen heeft 3.000 zitplaatsen en is een van de grootste kerken van het land.

## Bezienswaardigheden
Hoewel de stad een van de grootste steden in het land is, is Debrecen geen toeristenmagneet. Op een compact historisch centrum na is het grootste deel van de stad opgetrokken uit blokken die stammen uit de tijd van het communisme (1948-1989).
In het centrum is de meest dominante bezienswaardigheid de grote kerk (Gereformeerde kerk) op de kop van het Kossuthplein. Verder staat aan het plein Hotel Aranybika ("De gouden stier"). Andere bezienswaardige gebouwen zijn het oude comitaatshuis, het stadstheater, het stadhuis en enkele fraaie eclectische stadspaleizen. Verder heeft Debrecen het Déri museum voor schone kunsten.

### Déri museum
Het Déri-Museum heeft negen vaste opstellingen:
- Stadshistorie (inclusief archeologie, volkenkunde van de streek)
- Munkácsy schildersgroep
- Déri verzameling vogelkunde
- Mineralenverzameling
- Galerie oude meesters
- Galerie moderne kunst
- Glas- keramiek en porseleinverzameling
- Egyptische- Griekse- en Romeinse kunst

## Afbeeldingen

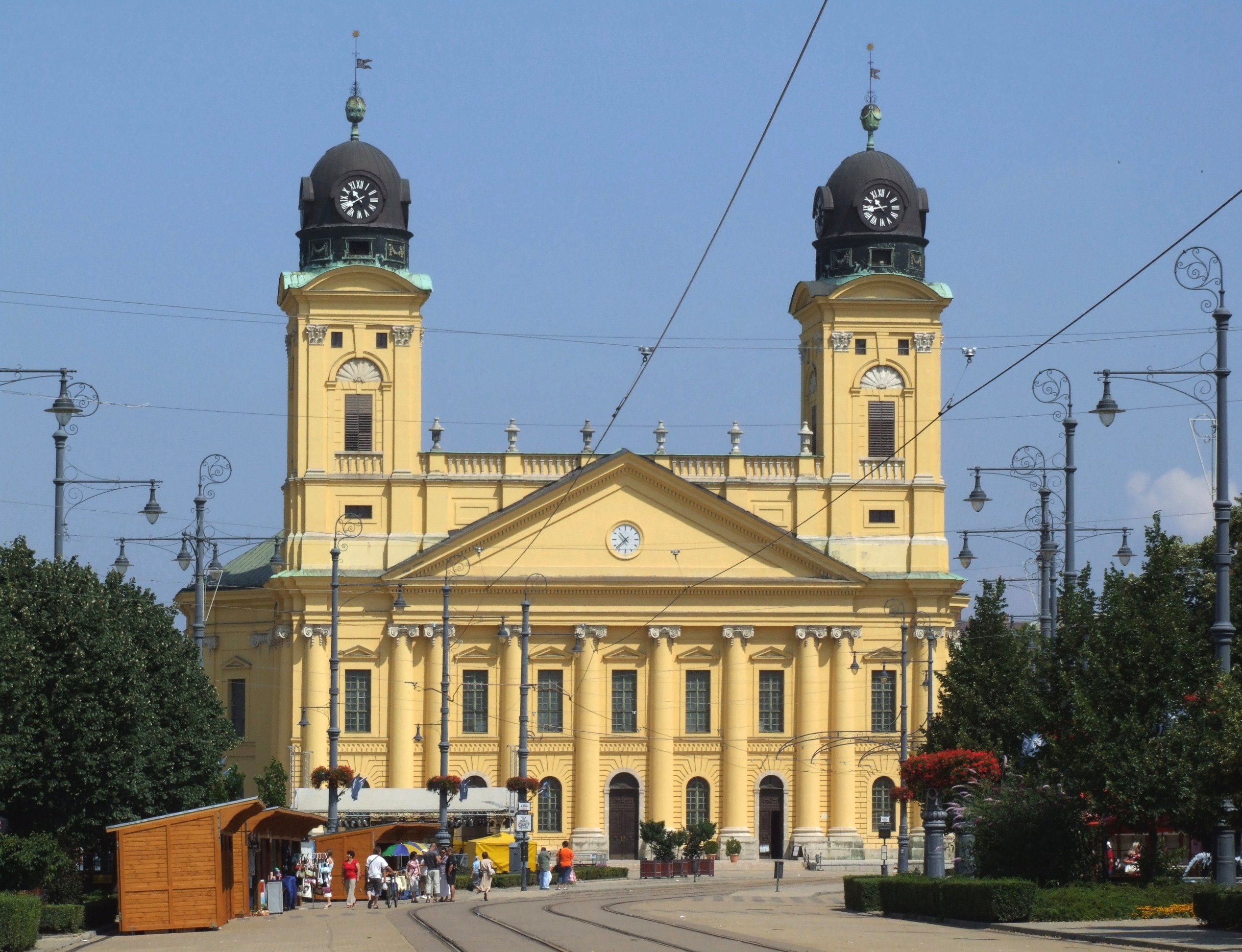
Grote Kerk van Debrecen
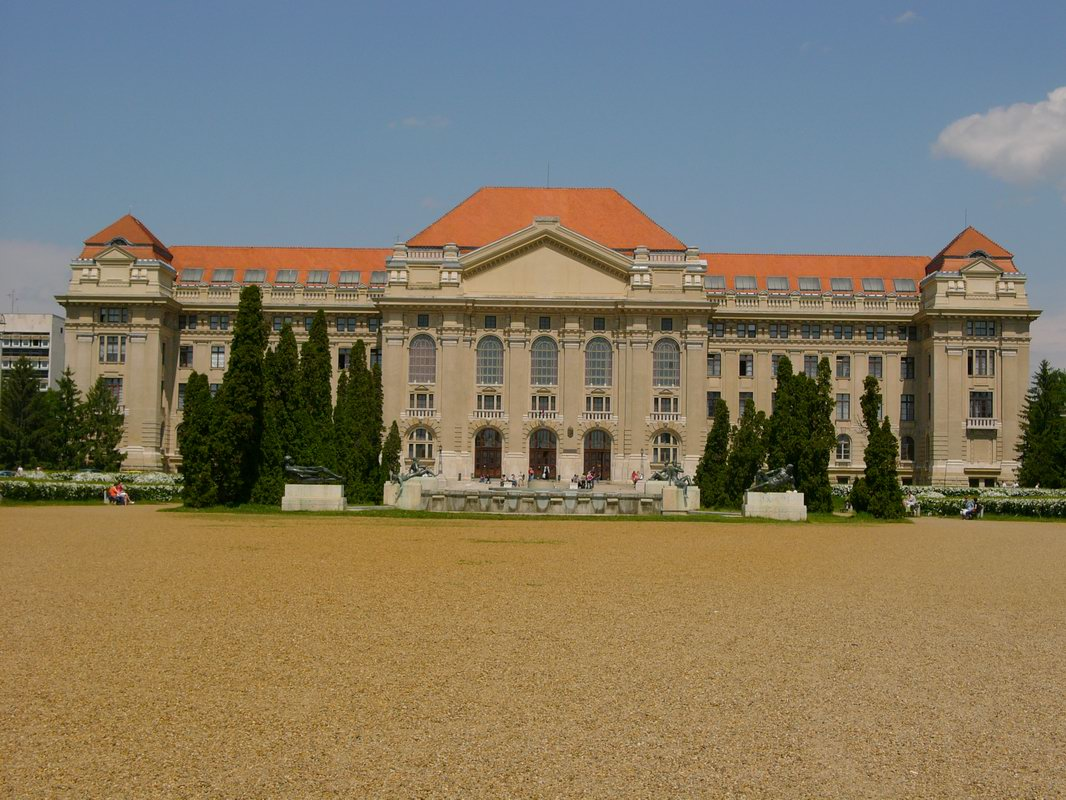
Academiegebouw Universiteit
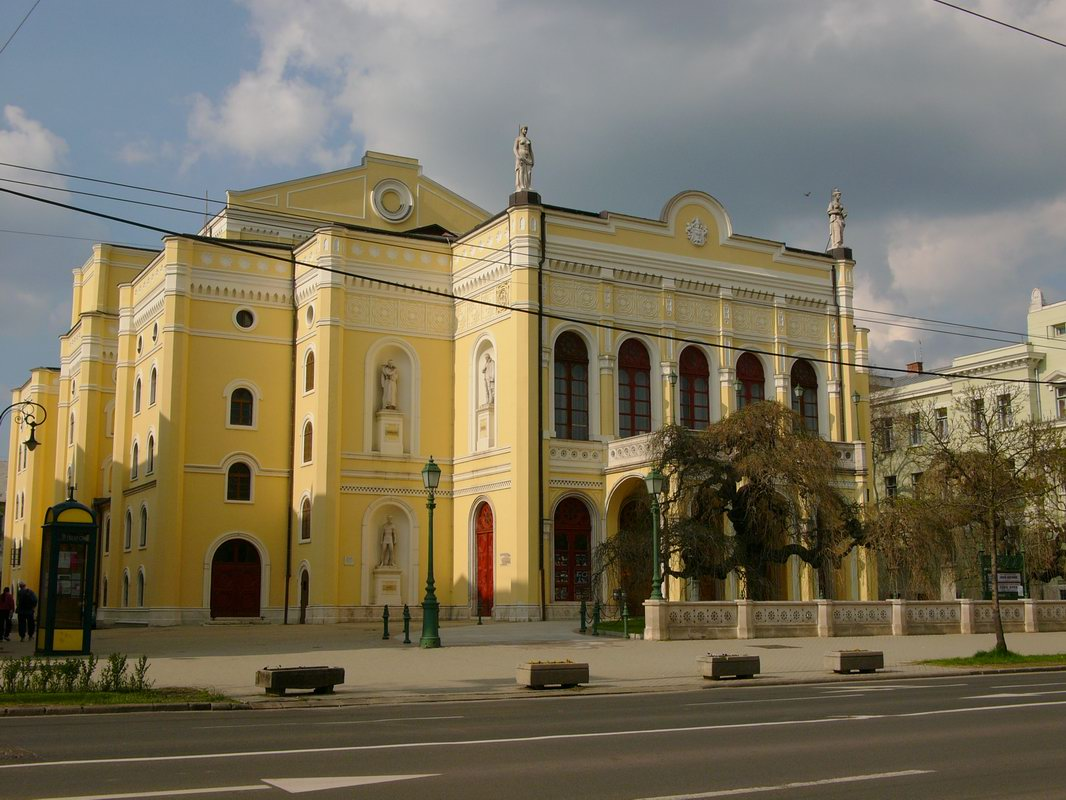
Het Csokonai-theater
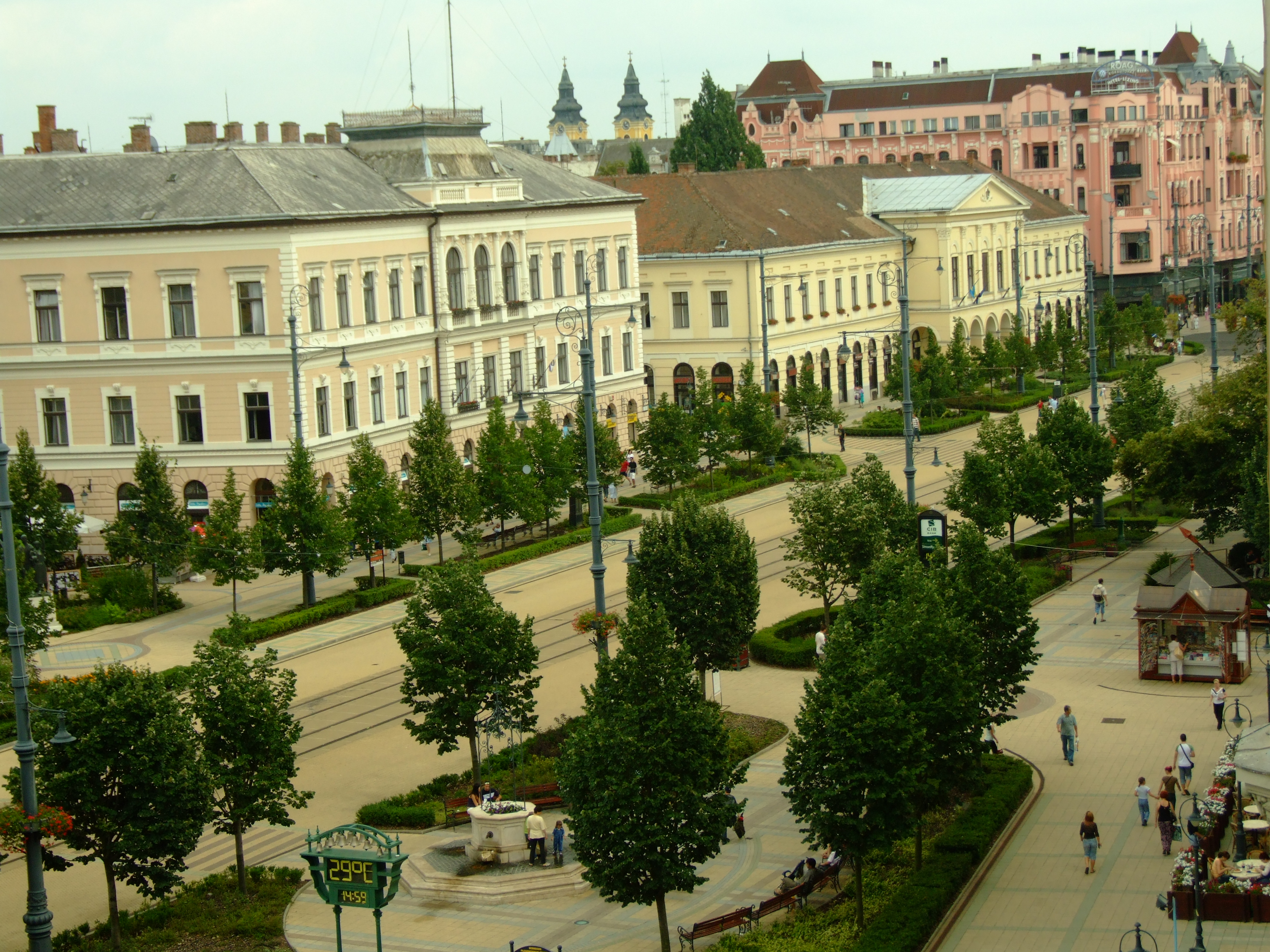
Het Kossuth plein
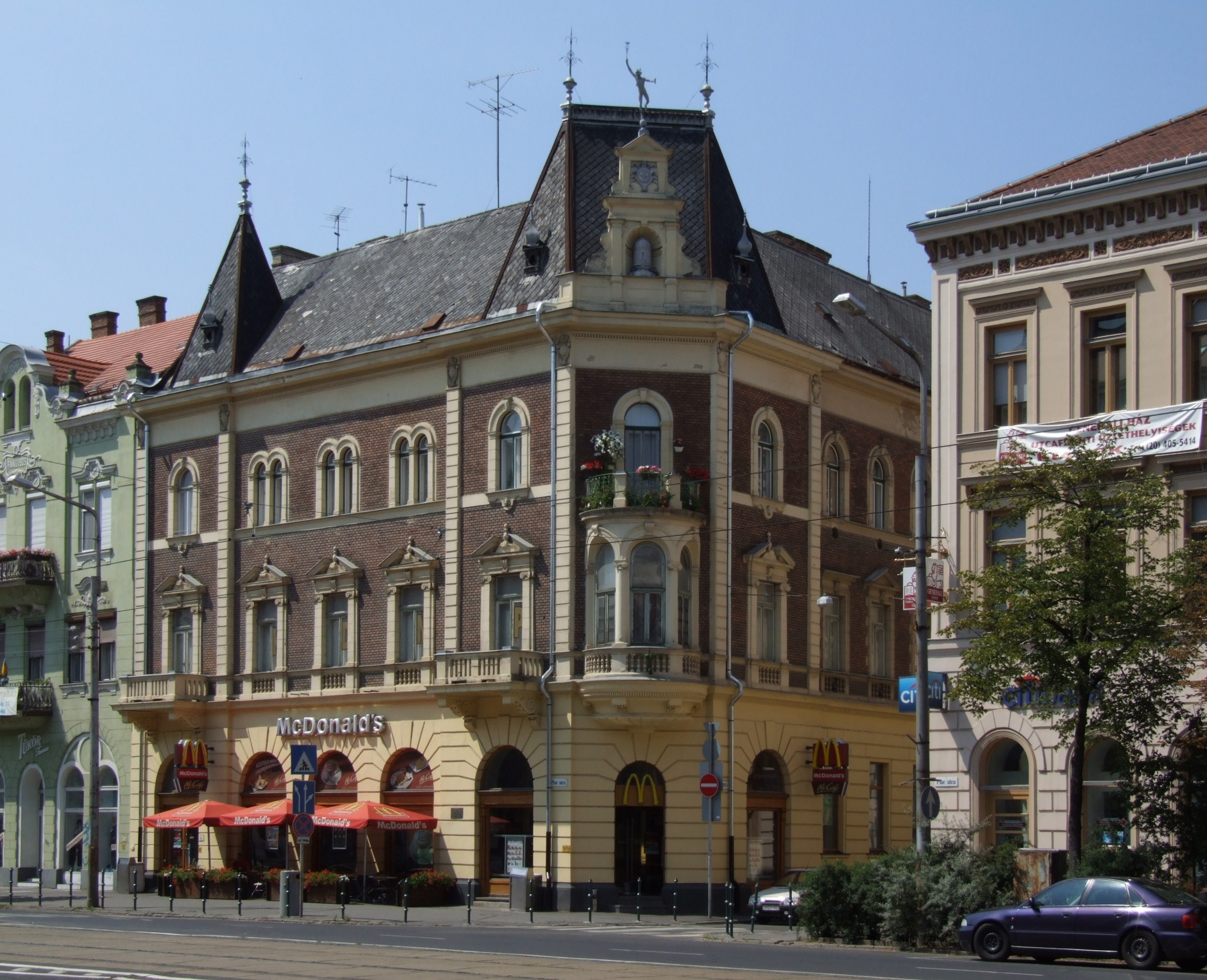
Restaurant
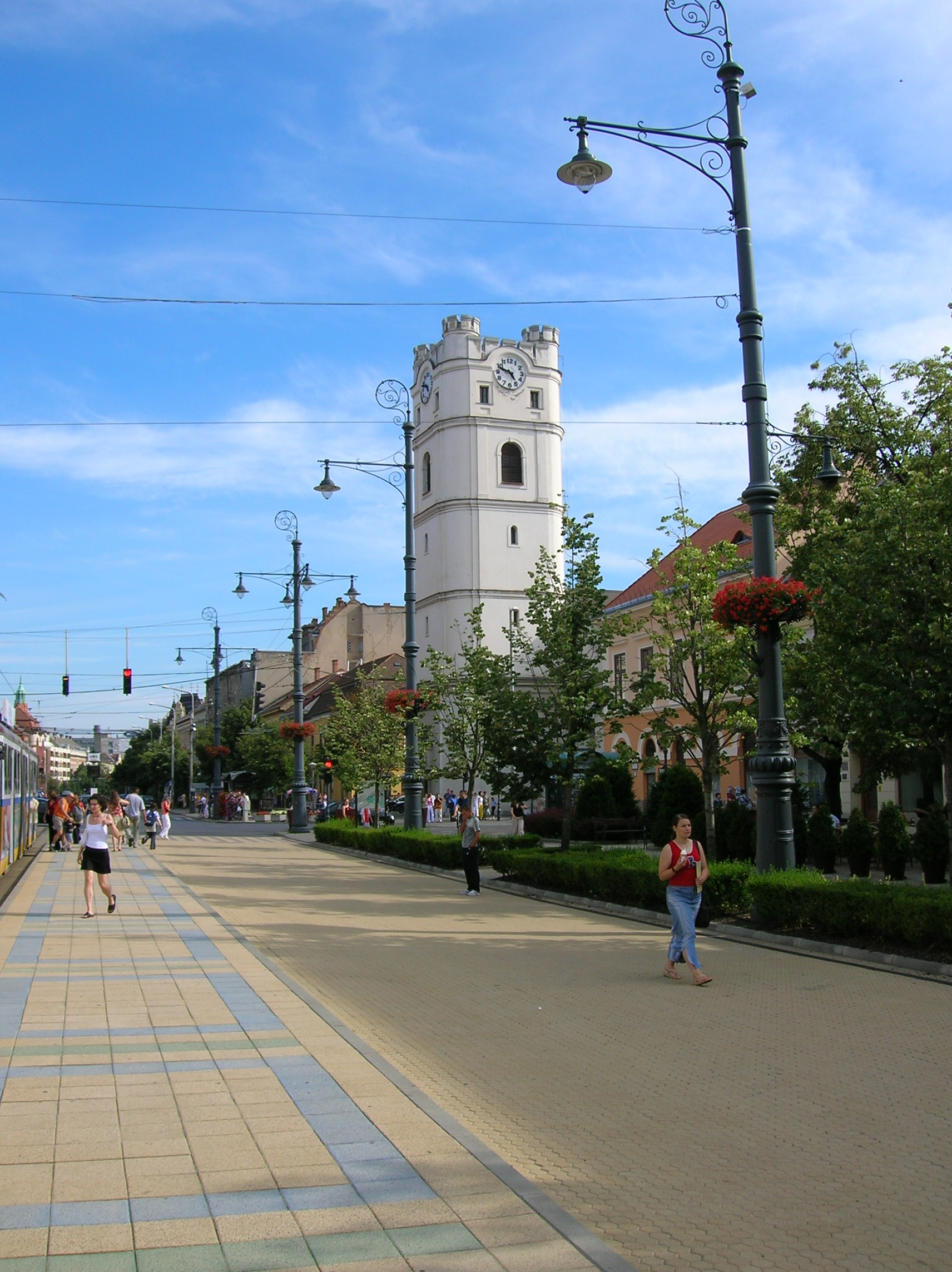
Toren van de oude Gereformeerde kerk
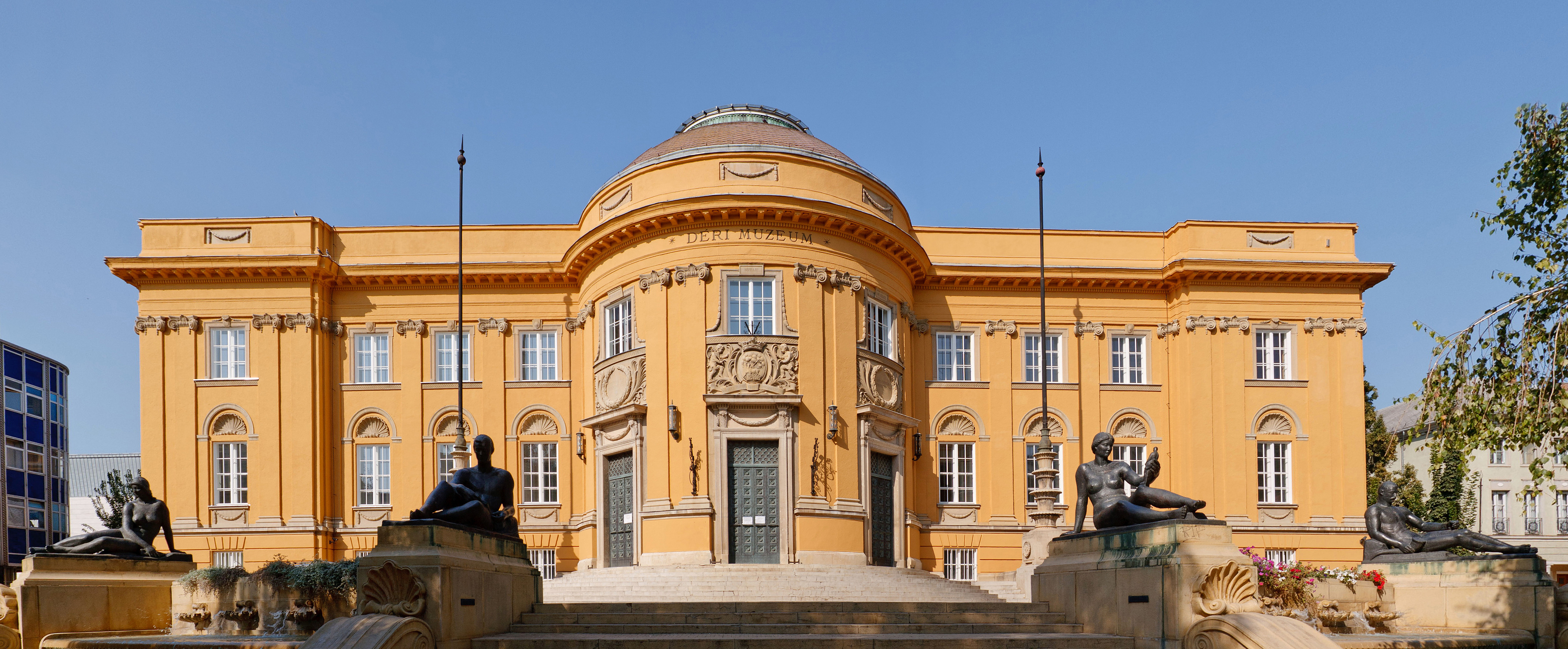
Déri museum

## Verkeer en vervoer
Debrecen beschikt over een eigen openbaar vervoer bedrijf (DKV) dat buslijnen, trolleybuslijnen en twee tramlijnen in de stad exploiteert. Debrecen is verder over de weg (autosnelweg M35) en via het spoor verbonden met Boedapest en omliggende steden.
Verder beschikt de stad over een internationale luchthaven (Luchthaven Debrecen) die onder andere lijnverbindingen heeft met Eindhoven.

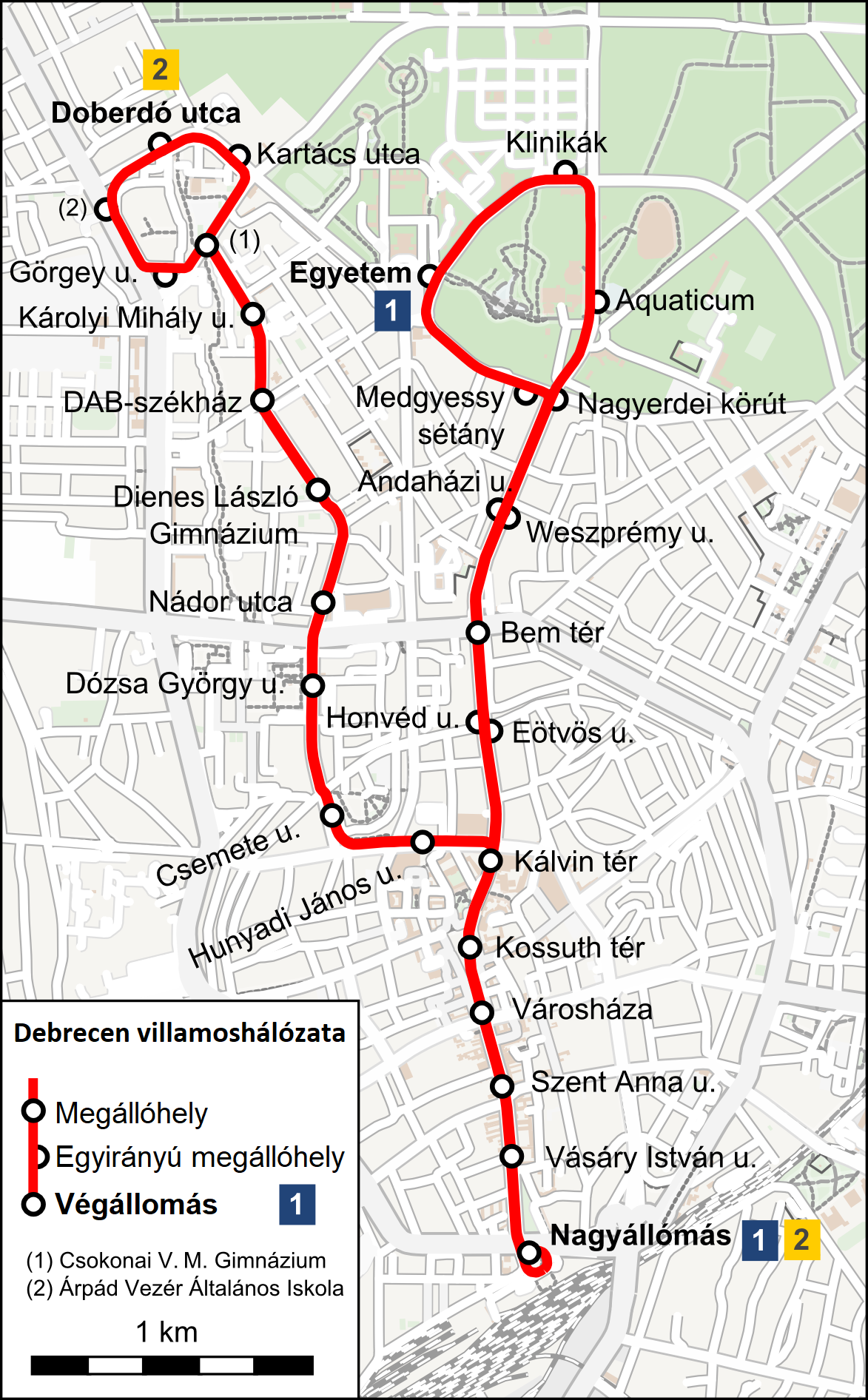
tramnetwerk van Debrecen

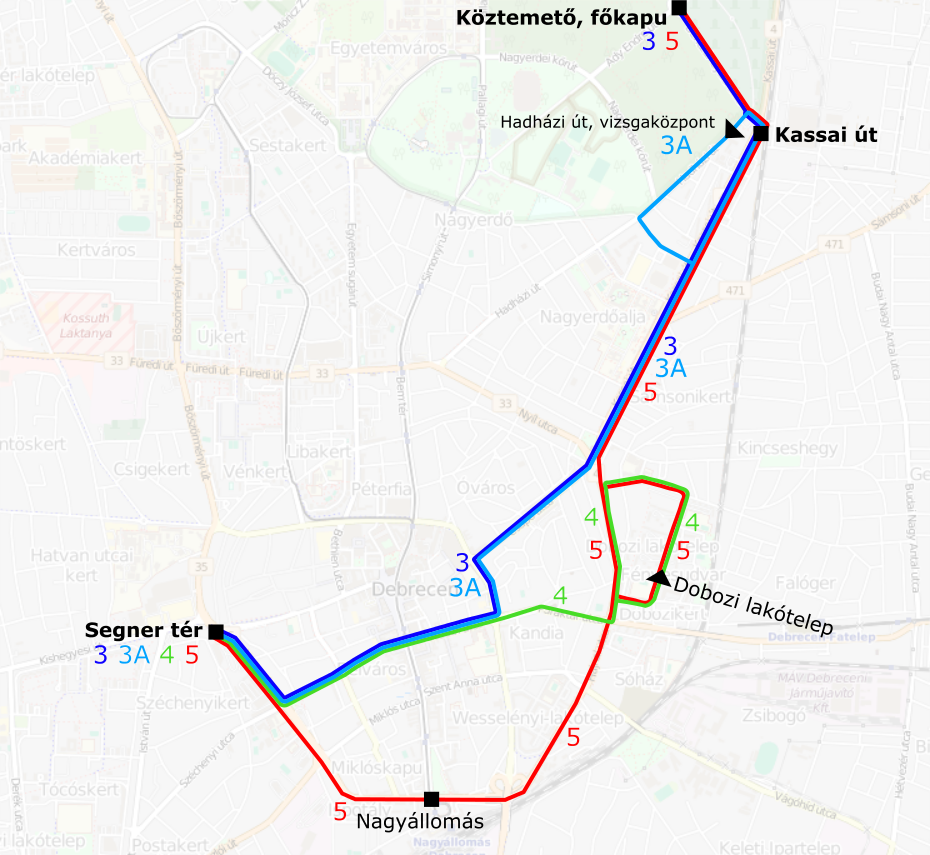
Trolleybuslijnen van Debrecen

## Ontwikkeling inwonertal
In de afgelopen 100 jaar groeide de stad uit van 100.000 inwoners naar ruim 200.000 inwoners.
- 1920 - 101.543
- 1930 - 116.013
- 1940 - 124.198
- 1950 - 115.399
- 1960 - 134.930
- 1970 - 167.860
- 1980 - 198.195
- 1990 - 212.235
- 2000 - 203.648
- 2010 - 205.910
- 2014 - 204.837
- 2019 - 202.402
- 2020 - 201.112

## Sport
Debreceni VSC is de professionele voetbalclub van Debrecen. Debreceni VSC is meervoudig Hongaars landskampioen en speelt haar wedstrijden in het Nagyerdei-stadion.
In 2013 werd het WK shorttrack in Debrecen georganiseerd.

## Partnersteden
- Paderborn (Duitsland), sinds 1994
- Risjon Letsion (Israël)
- Taitung (Taiwan)
- Sint-Petersburg (Rusland)

## Geboren in Debrecen
- Frank Worth (I) (1903-1990), componist
- Jenő Illés (1877-1951), regisseur
- Imre Lakatos (1922-1974), wis- en natuurkundige
- Olga Gyarmati (1924-2013), verspringster
- Tamás Sándor (20 juni 1974), voetballer
- László Mészáros (1977-2024), voetballer
- Csaba Bernáth (26 maart 1979), voetballer
- Zsolt Baumgartner (1 januari 1981), autocoureur
- István Szűcs (3 mei 1985), voetballer
- Zoltán Nagy (25 oktober 1985), voetballer
- Balázs Dzsudzsák (23 december 1986), voetballer
- Konrád Nagy (26 maart 1992), langebaanschaatser en shorttracker

## Trivia
Hoewel Debrecen nooit een Roemeense bevolking heeft gekend maakte Roemenië bij het einde van de Eerste Wereldoorlog aanspraak op alle gebieden ten oosten van de rivier de Tisza. Uit die tijd dateert de Roemeense naam voor de stad Debrețin of de nog wat meer Roemeense variant Dobrițân.